# Сетница (бивше насеље)
Сетница (словен. Setnica) је некадашње насеље у општинама Доброва–Полхов Градец и Медводе, Средњесловенска регија, Словенија.

## Историја
До територијалне реорганизације у Словенији била је у саставу града Љубљане, односно старе општине Вич–Рудник. Године 1994. насеље је укинуто и подељено на два дела: Сетница (Доброва-Полхов Градец) и Сетница (Медводе).

## Становништво
| Број становника према пописима |
| ------------------------------ |
| 1991                           |
| 53                             |

Напомена: Године 1994. укинут и подељен на насеља Сетница (Доброва-Полхов Градец) и Сетница (Медводе).